# Ваєндотт (округ, Канзас)
Шаблон:StateAbbr_ 39°03′49″ пн. ш. 94°49′07″ зх. д. / 39.063611111111° пн. ш. 94.818611111111° зх. д.
Округ Ваєндотт (англ. Wyandotte County) — округ (графство) у штаті Канзас, США. Ідентифікатор округу 20209.

## Історія
Округ утворений 1855 року.

## Демографія
За даними перепису
2000 року
загальне населення округу становило 157882 осіб, зокрема міського населення було 149357, а сільського — 8525.
Серед мешканців округу чоловіків було 77071, а жінок — 80811. В окрузі було 59700 домогосподарств, 39174 родин, які мешкали в 65892 будинках.
Середній розмір родини становив 3,24.
Віковий розподіл населення поданий у таблиці:
| Стать    | До 15 років | 15-21 | 22-29 | 30-39 | 40-49 | 50-65 | 65-85 | Понад 85 |
| -------- | ----------- | ----- | ----- | ----- | ----- | ----- | ----- | -------- |
| Чоловіки | 19460       | 8403  | 9513  | 11532 | 10843 | 9959  | 6752  | 609      |
| Жінки    | 18249       | 8276  | 9472  | 11341 | 11240 | 11074 | 9542  | 1617     |

## Суміжні округи
- Платт, Міссурі — північ
- Клей, Міссурі — північний схід
- Джексон, Міссурі — схід
- Джонсон — південь
- Лівенворт — захід

## Виноски
1. ↑  U.S. Decennial Census. United States Census Bureau. Архів оригіналу за 19 липня 2018. Процитовано 29 липня 2014.
2. ↑  Historical Census Browser. University of Virginia Library. Архів оригіналу за 16 серпня 2012. Процитовано 29 липня 2014.
3. ↑  Population of Counties by Decennial Census: 1900 to 1990. United States Census Bureau. Архів оригіналу за 5 червня 2019. Процитовано 29 липня 2014.
4. ↑  Census 2000 PHC-T-4. Ranking Tables for Counties: 1990 and 2000 (PDF). United States Census Bureau. Архів оригіналу (PDF) за 18 грудня 2014. Процитовано 29 липня 2014.
5. ↑  State & County QuickFacts. United States Census Bureau. Архів оригіналу за 22 липня 2011. Процитовано 29 липня 2014.(англ.) Наведено за англійською вікіпедією.
6. ↑  American FactFinder. Бюро перепису населення США. Архів оригіналу за 26 лютого 2012. Процитовано 31 січня 2008.

| США | Це незавершена стаття з географії США. Ви можете допомогти проєкту, виправивши або дописавши її. |